# Anåsjöarna (Tännäs socken, Härjedalen, 695145-134497)
Anåsjöarna är en sjö i Härjedalens kommun i Härjedalen och ingår i Ljusnans huvudavrinningsområde.